# 大口兼悟
大口 兼悟（おおくち けんご、1981年11月9日 - ）は日本の元俳優。株式会社トリプルエーに所属していた。

## 人物・略歴
鹿児島出身。血液型はO型。身長180cm、体重62kg。バスト92.5cm、ウエスト75cm、ヒップ92cm。
趣味は、アクセサリー作り。特技は、少林寺拳法。
2003年に特撮テレビドラマ『仮面ライダー555』で俳優デビューした。
代表作は映画、テレビドラマ共に『海猿』、『クローズZEROII』。
2016年、ミュージカル『アニー』の公演を最後に芸能活動を終了し、俳優業の引退を発表。
引退後も森山栄治とは交流しており、2019年には共に撮った写真が彼のTwitterにて公開されている。

## エピソード
闇の皇帝・ゼット役で出演した『烈車戦隊トッキュウジャー』には想い入れが強く、自らグッズを購入してブログやTwitterで紹介するなどしていた。
同世代の友人の子供が『トッキュウジャー』を観ている世代であったため様々な意見を聞くようになったが、自身が子供好きであったため、悪役として子供に怖がられることには複雑な気持ちであったという。

## 出演

### テレビドラマ
- 仮面ライダー555（2003年1月26日 - 2004年1月18日、テレビ朝日系） - 水野和史 役
- キャバクラかよっ!! 禁断の楽園（2003年10月1日、フジテレビ系）
- 独身3!!（2003年、テレビ朝日系）
- 水戸黄門 第34部 15話（2005年、TBS系） - 藤馬 役
- エンジン（2005年、フジテレビ系） - 雅也 役
- 海猿（2005年、フジテレビ系） - 郡司謙介 役
- 恋のから騒ぎドラマスペシャル 〜Love StoriesIII〜「荷台に乗せられた女（2006年9月26日、日本テレビ系）
- 京都花見小路殺人事件（2007年4月7日、テレビ朝日系）
- 山おんな壁おんな 第2話（2007年、フジテレビ系）
- 相棒シリーズ（テレビ朝日系）
  - Season 6 第10話（2008年） - 仲瀬親洋（青年時代） 役
  - Season 8 第13話（2010年） - 田中慎一郎 役
- ここはグリーン・ウッド（2008年、TOKYO MX・tvk・三重テレビ他） - 蓮川一弘 役
- メン☆ドル 〜イケメンアイドル〜（2008年、テレビ東京系） - 美吉克之 役
- 男装の麗人〜川島芳子の生涯〜（2008年12月6日、テレビ朝日系）
- 子育てプレイ（2009年、毎日放送系） - 氷室輝 役
- 松本清張生誕100年記念作品「駅路」（2009年4月11日、フジテレビ系） - 北尾刑事 役
- スマイル（2009年、TBS系） - 近藤有也 役
- 任侠ヘルパー（2009年、フジテレビ系） - 暴力団員 役
- 左目探偵EYE（2009年、日本テレビ系） - 刑事 役
- 世にも奇妙な物語 秋の特別編2009 「検索する女」（2009年10月5日、フジテレビ系） - 大塚裕也 役
- 嬢王 Virgin（2009年、テレビ東京系） - 桜木貴志 役
- SPドラマスペシャル 革命前日（2011年3月5日、フジテレビ系） - テロリスト・飯田 役
- URAKARA 第9話（2011年3月11日、テレビ東京系） - 網浜伊知朗 役
- 絶対零度〜特殊犯罪潜入捜査〜 第4話（2011年8月2日、フジテレビ系） - 諸角メグル 役
- Oh!デビー（2011年10月1日 - 22日、BSスカパー!） - 霧島新平 役
- ランナウェイ〜愛する君のために（2011年10月27日 - 12月22日、TBS系） - ホスト 役
- デカ 黒川鈴木 第8話（2012年2月22日、読売テレビ・日本テレビ系） - 倉持和也 役
- 戦国★男士（2011年10月 - 3月、テレビ神奈川） - 石田三成 役
- 東野圭吾ミステリーズ 第7話「白い凶器」（2012年8月23日、フジテレビ系） - 中町洋一 役
- 警視庁捜査一課9係 season7 第9話（2012年8月29日、テレビ朝日系） - 元木次郎 役
- ゴーストママ捜査線〜僕とママの不思議な100日〜 第8話（2012年9月8日、日本テレビ系） - 佐川ユウジ 役
- 宮部みゆきミステリー パーフェクト・ブルー 第6話（2012年11月12日、TBS系） - 西宮一真 役
- 新・ミナミの帝王（2013年1月5日、関西テレビ） - 今泉あきら 役
- 横浜見聞伝スター☆ジャン（2013年10月12日 - 12月28日、tvk） - シュン / ブラックスタージャン 役
- 金曜プレステージ 壮絶!女のミステリー第3弾 強行犯係・魚住久江〜ドルチェ2（2013年11月15日、フジテレビ系） - 稲森太一 役
- 烈車戦隊トッキュウジャー（2014年5月4日 - 2015年2月15日、テレビ朝日系） - 闇の皇帝ゼット 役
- 婚活刑事 第8話（2015年8月20日、読売テレビ・日本テレビ系） - 峰龍介 役

### 映画
- 跋扈妖怪伝 牙吉（2004年公開）
- 猿飛佐助 闇の軍団（2004年公開）
- 海猿 ウミザル（2004年公開） - 郡司謙介 役
- アオグラ AOGRA（2006年公開） - 高城信吾 役
- サクゴエ（2007年公開） - 安田 役
- クローズZERO II（2009年公開） - 熊切力哉 役
- ごくせん THE MOVIE（2009年公開） - 「ブラックスカル」のヘッド 役
- ランブリングハート（2010年公開）- 有馬克也 役
- 仮面ライダー×仮面ライダー オーズ&ダブル feat.スカル MOVIE大戦CORE（2010年公開） - ノブナガ 役
- 特命女子アナ 並野容子 - Love is Over (2010年公開)
- SP THE MOTION PICTURE 革命篇（2011年公開） - テロリスト・飯田 役
- BADBOYS （2011年公開）- 川中陽二 役
- タナトス（2011年公開）
- ごくつまの恋（2013年公開）- ケイジ 役
- スーパー戦隊シリーズ - 闇の皇帝ゼット 役
  - 烈車戦隊トッキュウジャー THE MOVIE ギャラクシーラインSOS（2014年公開）
  - 烈車戦隊トッキュウジャーVSキョウリュウジャー THE MOVIE（2015年公開）
- 夏ノ日、君ノ声（2015年10月24日公開） - 14年後の戸上哲夫 役[4]
- 再会 禁じられた大人の恋（2016年公開）- 宮沢浩司 役

### バラエティー
- 世界ウルルン滞在記（TBS系）
- おもいッきりイイ!!テレビ（日本テレビ系）
  - 美肌泉隊SPAレンジャー
  - 海盛り山盛り朝ゴハンの旅
- 戦国鍋TV 〜なんとなく歴史が学べる映像〜（テレビ神奈川 他）

### CM
- CASIO 携帯電話
- 第一三共ヘルスケア プレコール持続性鼻炎カプセルL

### 舞台
- ミュージカル テニスの王子様 More Than Limit 聖ルドルフ学院（2004年7月 - 8月） - 手塚国光 役
- ロックミュージカル『BLEACH』（2005年8月） - 藍染惣右介 役
  - ロックミュージカル『BLEACH 再炎』（2006年1月）
  - ROCK MUSICAL BLEACH The Dark of The Bleeding Moon（2006年8月）
  - ROCK MUSICAL BLEACH the LIVE 卍解SHOW code：001（2007年1月）
  - ROCK MUSICAL BLEACH No Clouds in the Blue Heavens（2007年3月 - 4月）
  - ROCK MUSICAL BLEACH DX
    - THE ALL（2008年3月24日 - 26日・30日）
    - the LIVE "卍解SHOW code：002"（2008年3月27日 - 29日・31日）
- Knock.Out.Brother-2005Version-（2005年10月） - マルコ 役
- tatsuya 最愛なる者の側へ（2006年2月）
- 逆アンチエイジング・ラブ・コメディ『私がオバサンになってる!?』米米CLUB演劇部（2006年12月、新国立劇場 中劇場） - 表参道ツネオ 役
- バラ咲く我が家にようこそ。（2007年5月）
- ぶるー・ブルー・バースディ（2007年6月 - 7月）
- すけだち（2007年8月）
- きっと長い手紙 〜かもめ郵便局物語〜（2007年9月、新宿コマ劇場）
- 執事ホテル（2008年2月、あうるすぽっと〈豊島区立舞台芸術交流センター〉）
- 朗読劇 あした（2008年4月6日）
- HAKANA（2008年4月、明治座）
- 罠（2009年2月、シアター1010）
- 広島に原爆を落とす日（2010年8月、Bunkamura シアターコクーン）
- カレーライフ
  - （2011年5月、天王洲銀河劇場）
  - （2015年10月、Zeppプルーシアター六本木)
- ある日、ぼくらは夢の中で出会う（2012年7月、紀伊國屋ホール）
- 雷神-RAIJIN-（2012年7月、俳優座劇場）
- DETARAMU。Evolution〜この世界に降る雪（2012年12月、ラゾーナ川崎プラザソル）
- バブー・オブ・ザ・ベイビー -UNDEAD OR UNALIVE-（2013年5月、本多劇場 他）
- 3D兄弟の夏（2013年8月、神保町花月）
- ミュージカル『愛の唄を歌おう』（2014年1月 - 2月、東急シアターオーブ、オリックス劇場）
- 蝶々殺人事件（2014年3月、紀伊國屋サザンシアター）
- ミュージカル『アニー』（2016年4月 - 5月、新国立劇場 中ホール） - ルースター 役

### PV
- Sowelu「Love & I. 〜恋愛遍歴〜」

### その他
- イメージDVD「Vex 大口兼悟」
- 1st写真集「O.K」
- 1st LIVE O.K.-01
- 2nd LIVE O.K.-02